# 1976年モントリオールオリンピックのキューバ選手団
1976年モントリオールオリンピックのキューバ選手団（1976ねんモントリオールオリンピックのキューバせんしゅだん）は、1976年7月17日から8月1日にかけてカナダのモントリオールで開催された1976年モントリオールオリンピックのキューバ選手団、およびその競技結果。

## 概要
今大会は金メダル6個、銀メダル4個、銅メダル3個の合計13個のメダルを獲得した。

## メダル
| メダル | 選手名                   | 競技       | 種目             |
| ------ | ------------------------ | ---------- | ---------------- |
| 金     | アルベルト・ファントレナ | 陸上       | 男子400m         |
| 金     | アルベルト・ファントレナ | 陸上       | 男子800m         |
| 金     | ヘクター・ロドリゲス     | 柔道       | 男子63kg以下級   |
| 金     | テオフィロ・ステベンソン | ボクシング | 男子ヘビー級     |
| 銀     | アレハンドロ・カサナス   | 陸上       | 男子110mハードル |